# Fallturm Bremen
La Fallturm Bremen (torre de caiguda de Bremen, en alemany) és una torre de caiguda construïda el 1990 i operada per la Universitat de Bremen. És una instal·lació única a Europa que permet experiments d'ingravidesa de curta durada.

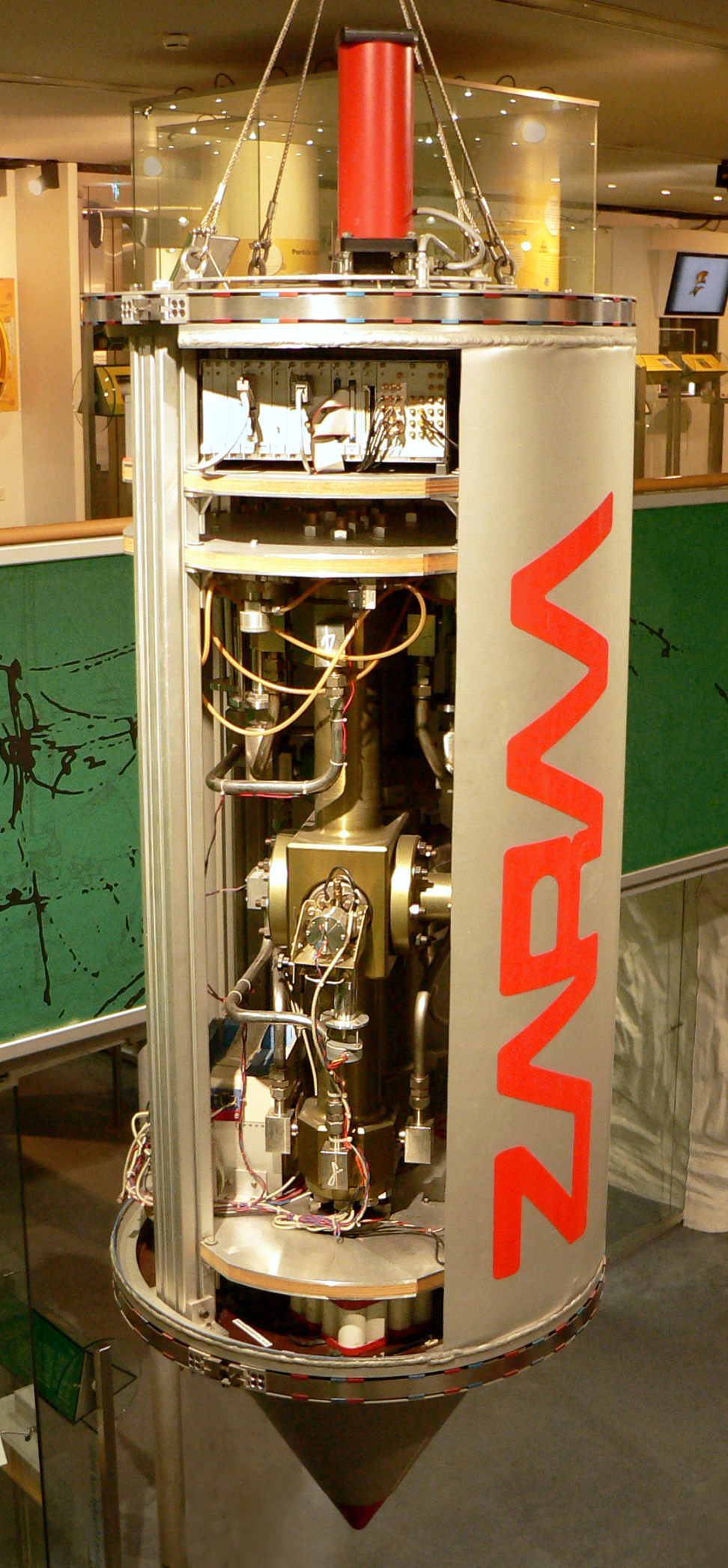
La càpsula

La torre té 146 d'alçada, 118 dels quals corresponen al fust de formigó de 8,5 metres de diàmetre, i conté una cambra de 120 metres d'alt on es pot fer el buit. Dins d'aquesta cambra una càpsula, que conté els experiments, es pot deixar caure una altura de 110 metres, el que proporciona 4,74 segons de caiguda lliure. El 2004 es va afegir una catapulta a la torre per doblar el temps d'ingravidesa (en comptes de deixar caure la càpsula des de dalt, es llença des de baix, de manera que es produeixen condicions d'ingravidesa a l'interior de la càpsula tot el temps que duren la pujada i la baixada). La càpsula té un diàmetre de 0,8 metres i una llargada de 1,6 o 2,4 metres, segons l'espai que calgui per l'experiment.
La torre és de formigó, cilíndrica i amb coberta cònica. Dins de la torre la cambra de buit és un cilindre d'acer que se sosté independentment de l'estructura de la torre, amb la que no està en contacte per tal que aquesta no li transmeti les vibracions produïdes pel vent.